# Trzynaście powodów
Trzynaście powodów (ang. 13 Reasons Why, tytuł stylizowany w czołówce serialu na Th1rteen R3asons Why) – amerykański serial telewizyjny stworzony przez Briana Yorkeya, wyprodukowany przez Netflix i będący adaptacją powieści Jaya Ashera z 2007 o tym samym tytule.
Serial składa się z czterech serii liczących po 13 odcinków, z wyjątkiem 4 serii, która dzieli się na 10 odcinków: pierwsza seria została udostępniona na platformie internetowej Netflix 31 marca 2017 (wraz z odcinkiem specjalnym 13 Reasons Why: Beyond the Reasons), a druga – 18 maja 2018. 7 czerwca 2018 Netflix potwierdził produkcję trzeciego sezonu. Premiera odbyła się 23 sierpnia na Netflixie. Sezon tak jak wcześniejsze składa się z trzynastu odcinków. Akcja produkcji rozpoczyna się osiem miesięcy po wydarzeniach ukazanych w poprzedniej serii. 4 sezon został wypuszczony 5 czerwca 2020 roku.
Serial opowiada o uczennicy szkoły średniej, która popełnia samobójstwo po serii nieprzyjemnych doświadczeń związanych z różnymi osobami ze szkoły. Serial zdobył uznanie krytyków i publiczności za poruszany temat oraz obsadę. Był jednak także krytykowany przez część recenzentów i psychologów za sposób przedstawiania samobójstwa oraz poczucia bezcelowości i bezsensu życia.

## Fabuła
Clay Jensen, uczeń szkoły średniej, znajduje pudełko zostawione pod drzwiami swojego domu. W środku znajduje się siedem ponumerowanych po obu stronach kaset magnetofonowych. Okazuje się, że nagrała je Hannah Baker, koleżanka z klasy Claya i jego niespełniona sympatia, która popełniła samobójstwo tydzień wcześniej. Nastolatka nagrała swoją historię, w której wyjaśnia przyczyny swojej śmierci. Na kasetach zostało opisanych trzynaście doświadczeń, które doprowadziły Hannę do podjęcia decyzji o odebraniu sobie życia. Każda historia jest powiązana z inną osobą, która w założeniu autorki ma być też adresatem taśm, a następnie przekazać przesyłkę kolejnej osobie. Jeśli ktoś postanowi przerwać łańcuch, kolejna osoba otrzyma osobne pudełko od dodatkowo wtajemniczonego w tę sprawę kolegi Hannah.
Drugi sezon przedstawia proces sądowy mający wyjaśnić przyczyny śmierci samobójczyni. Bohaterowie dowiadują się o sobie jeszcze więcej, niż po przesłuchaniu kaset, a nowe dowody w postaci polaroidowych zdjęć stają się kluczowymi aspektami w sprawie.
Trzeci sezon opowiada o zabójstwie byłego ucznia liceum Liberty Bryce’a Walkera. Porusza też wątek jego próby poprawienia się, odpokutowania win.
Ostatnia, finałowa seria opowiada o zakończeniu nauki w liceum Liberty przez bohaterów. Sezon ukazuje też ich zmagania mające na celu ukrycie prawdziwego sprawcy morderstwa Bryce’a Walkera.

## Obsada

### Główne role
- Dylan Minnette – Clay Jensen[9]
- Katherine Langford – Hannah Baker[9]
- Christian Navarro – Tony Padilla[9]
- Alisha Boe – Jessica Davis[9]
- Brandon Flynn – Justin Foley[9]
- Justin Prentice – Bryce Walker[9]
- Miles Heizer – Alex Standall[10]
- Ross Butler – Zach Dempsey[9]
- Devin Druid – Tyler Down[9]
- Amy Hargreaves – Lainie Jensen[11]
- Derek Luke – Kevin Porter[10]
- Kate Walsh – Olivia Baker[10]

### Inne role
- Michele Selene Ang – Courtney Crimsen
- Brian d’Arcy James – Andy Baker[1]
- Sosie Bacon – Skye Miller[9]
- Steven Weber – dyrektor Gary Bolan
- Mark Pellegrino – zastępca szeryfa Standall
- Ajiona Alexus – Sheri Holland
- Henry Zaga – Brad
- Steven Silver – Marcus Cole
- Tommy Dorfman – Ryan Shaver
- Robert Gant – Todd Crimsen
- Keiko Agena – Pam Bradley
- Uriah Shelton – Pratters
- Brandon Larracuente – Jeff Atkins
- Timothy Granaderos – Montgomery de la Cruz
- Josh Hamilton – Matt Jensen
- Joseph C. Phillips – Mr. Davis[2]
- Gary Sinise – dr Robert Ellman

## Lista odcinków
| Sezon | Sezon | Odcinki | Data udostępnienia / | Data udostępnienia / | Data udostępnienia / |
| Sezon | Sezon | Odcinki | Premiera             | Finał                | Odcinek specjalny    |
| ----- | ----- | ------- | -------------------- | -------------------- | -------------------- |
|       | 1     | 13 (+1) | 31 marca 2017        | 31 marca 2017        | 31 marca 2017        |
|       | 2     | 13 (+1) | 18 maja 2018         | 18 maja 2018         | 18 maja 2018         |
|       | 3     | 13 (+1) | 23 sierpnia 2019     | 23 sierpnia 2019     | 23 sierpnia 2019     |
|       | 4     | 10      | 5 czerwca 2020       | 5 czerwca 2020       | –                    |

## Produkcja
Universal Studios nabyło prawa do powieści Trzynaście powodów Jaya Ashera 8 lutego 2011. Rolę Hanny Baker miała zagrać Selena Gomez. 29 października 2015 ogłoszono, że Netflix stworzy adaptację telewizyjną książki, jednak Gomez nie będzie w nim grała, a zamiast tego będzie producentem wykonawczym. Następnie Tom McCarthy został zatrudniony do wyreżyserowania dwóch pierwszych odcinków. Głównymi producentami serialu są Anonymous Content i Paramount Television. Producentami wykonawczymi są Selena Gomez, Tom McCarthy, Joy Gorman, Michael Sugar, Steve Golin, Mandy Teefey i Kristel Laiblin.
Serial został nakręcony w Północnej Kalifornii, w miastach Vallejo, Benicia, San Rafael, Crockett i Sebastopol latem 2016. Wszystkie zostały udostępnione 31 marca 2017 na platformie Netflix wraz z odcinkiem specjalnym 13 Reasons Why: Beyond the Reasons.
Ze względu na ciężki i emocjonalny charakter serialu, na planie filmowym znajdowały się psy terapeutyczne, będące do dyspozycji aktorów.

## Nominacje do nagród

### Złote Globy
2018
- Złoty Glob – Najlepsza aktorka w serialu dramatycznym Katherine Langford

### Filmweb
2017
- Nagroda Filmwebu – Najlepszy serial – za sezon pierwszy

### Emmy
2018
- Emmy – Najlepsze osiągnięcie kreatywne w mediach interaktywnych w programach ze scenariuszem – za „Talk To The Reasons”

### People’s Choice
2019
- Kryształowa Statuetka – Ulubiony serial wart oglądania maratonem

2018
- Kryształowa Statuetka – Ulubiony serial dramatyczny
- Kryształowa Statuetka – Ulubiona telewizyjna gwiazda dramatyczna Katherine Langford
- Kryształowa Statuetka – Ulubiony program telewizyjny
- Kryształowa Statuetka – Ulubiony serial oglądany maratonem

### Satelity
2018
- Satelita – Najlepszy serial dramatyczny
- Satelita – Najlepsza aktorka w serialu dramatycznym Katherine Langford

### MTV
2018
- Złoty Popcorn – Najlepszy program telewizyjny
- Złoty Popcorn – Najlepsza rola telewizyjna Katherine Langford